# Andri Hrivko
Andri Hrivko, también transliterado como Andriy Grivko, (Simferópol, 7 de agosto de 1983) es un ciclista ucraniano. Profesional desde 2005, fue miembro del Team Milram y del equipo ISD-Neri antes de unirse en 2010 al equipo Astana, equipo en el que permaneció hasta 2018.

## Biografía
Ciclista amateur prometedor, ganador de varias carreras internacionales como el Giro delle Regioni Grivko se convirtió en profesional en 2005 en el equipo Domina Vacanze. Los equipos se dieron cuenta rápidamente de sus cualidades contrarrelojistas, ganando en su primera temporada el campeonato de Ucrania de ciclismo contrarreloj y terminando 2.º de la Florencia - Pistoia.
Durante su segunda temporada en el Team Milram, terminó 3.º del Critérium Internacional, por detrás de Ivan Basso y Erik Dekker y 3.º del Gran Premio Miguel Induráin. También ganó por segunda vez consecutiva el campeonato de Ucrania de ciclismo contrarreloj
Después de una temporada 2007, obtuvo en 2008 una tercera victoria en el campeonato de Ucrania de ciclismo contrarreloj, aunque en las carreras más importantes no está al máximo nivel. Sin embargo, en septiembre de 2008, terminó 5.º de los Campeonato del Mundo de Ruta, y luego ganó la Florencia-Pistoia, su primera victoria internacional.
En 2009 se unió al nuevo equipo ISD-Neri y se convirtió por cuarta vez en campeón de Ucrania de ciclismo contrarreloj

## Palmarés
2004
- Giro de las Regiones

2005
- Campeonato de Ucrania Contrarreloj

2006
- Campeonato de Ucrania Contrarreloj

2008
- Campeonato de Ucrania Contrarreloj
- Florencia-Pistoia

2009
- Campeonato de Ucrania Contrarreloj

2012
- Campeonato de Ucrania Contrarreloj
- Campeonato de Ucrania en Ruta

2013
- 2.º en el Campeonato de Ucrania Contrarreloj

2015
- 2.º en los Juegos Europeos en Ruta

2016
- La Méditerranéenne,[1] más 1 etapa

2018
- Campeonato de Ucrania Contrarreloj

## Resultados en Grandes Vueltas y Campeonatos del Mundo
| Carrera              | Carrera              | 2005 | 2006  | 2007 | 2008 | 2009 | 2010  | 2011  | 2012 | 2013  | 2014 | 2015 | 2016 | 2017  | 2018 |
| -------------------- | -------------------- | ---- | ----- | ---- | ---- | ---- | ----- | ----- | ---- | ----- | ---- | ---- | ---- | ----- | ---- |
|                      | Giro de Italia       | —    | —     | —    | —    | 18.º | 70.º  | —     | —    | —     | —    | —    | —    | —     | —    |
|                      | Tour de Francia      | 78.º | Ab.   | 78.º | —    | —    | 136.º | 144.º | 43.º | —     | 95.º | 64.º | 86.º | 120.º | —    |
|                      | Vuelta a España      | —    | —     | —    | 42.º | —    | —     | —     | —    | 101.º | —    | —    | —    | —     | —    |
| Mundial en Ruta      | Mundial en Ruta      | Ab.  | 112.º | Ab.  | 5.º  | 53.º | Ab.   | —     | 31.º | 5.º   | 44.º | 46.º | —    | 78.º  | Ab.  |
| Mundial Contrarreloj | Mundial Contrarreloj | 40.º | 9.º   | 22.º | —    | 41.º | 16.º  | —     | 11.º | —     | —    | 24.º | 19.º | 18.º  | 38.º |

—: no participa

Ab.: abandono